# American Bank Note Company

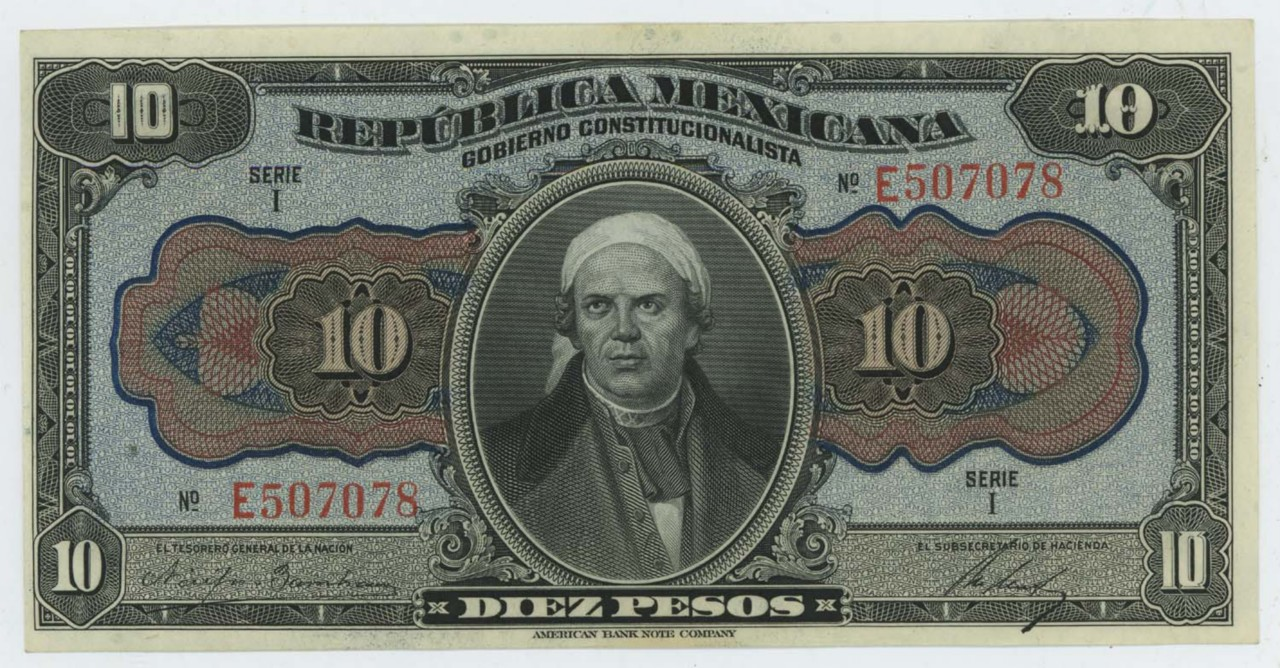
Billete mexicano impreso por la American Bank Note Company.

La American Bank Note Company (Compañía Estadounidense de Billetes) es una compañía estadounidense con sede en Nueva York encargada en la elaboración de divisas, sellos postales, certificados y, dado que cuenta con operaciones en Brasil, Argentina, Australia, Francia y los Estados Unidos, es una de las más grandes en esta rama. Además elabora pasaportes, certificados de nacimiento, certificados de regalo, cheques y otros certificados públicos.
La ABNC fue fundada en Nueva York el año de 1795 con el nombre de Murray, Draper, Fairham & Company, con la participación de Robert Scot (el primer grabador oficial de los Estados Unidos) para desarrollar una imprenta destinada a papeles de seguridad. Desde sus inicios se dedicó a imprimir bonos, certificados, y papel moneda para decenas de bancos repartidos en territorio estadounidense e incluso sello postal para el gobierno de Estados Unidos entre 1847 y 1894.
Tras el Pánico de 1857, siete de los principales impresores de seguridad de Estados Unidos se fusionaron para formar la American Bank Note Company en abril de 1858. La ABNC imprimió papel moneda para el gobierno de Estados Unidos durante la Guerra de Secesión a partir de agosto de 1861, pero cuando el régimen de Lincoln implementó al Bureau of Engraving and Printing como imprenta oficial del gobierno en 1862, la ABNC buscó mercados en el extranjero; esto le trajo gran éxito a la compañía, que en el año 1900 prestaba servicios de impresión de billetes, bonos, y sellos postales, para 48 países del mundo.
En 1891 la American Bank Note Company empezó a producir un nuevo tipo de documento, el cheque de viajero de American Express, o Travelers Cheque. Hoy en día esta empresa continúa produciendo documentos oficiales y de seguridad para numerosos países y empresas privadas.